# Rychnov nad Kněžnou (distrikt)
Rychnov nad Kněžnou (tjeckiska: Okres Rychnov nad Kněžnou) är ett distrikt i Hradec Králové i Tjeckien. Centralort är Rychnov nad Kněžnou.

## Komplett lista över städer och byar
- Rychnov nad Kněžnou
- Albrechtice nad Orlicí
- Bačetín
- Bartošovice v Orlických horách
- Bílý Újezd
- Bohdašín
- Bolehošť
- Borohrádek
- Borovnice
- Bystré
- Byzhradec
- Častolovice
- Čermná nad Orlicí
- Černíkovice
- České Meziříčí
- Čestice
- Deštné v Orlických horách
- Dobré
- Dobruška
- Dobřany
- Doudleby nad Orlicí
- Hřibiny-Ledská
- Chleny
- Chlístov
- Jahodov
- Janov
- Javornice
- Kostelec nad Orlicí
- Kostelecké Horky
- Kounov
- Králova Lhota
- Krchleby
- Kvasiny
- Lhoty u Potštejna
- Libel
- Liberk
- Lično
- Lípa nad Orlicí
- Lukavice
- Lupenice
- Mokré
- Nová Ves
- Očelice
- Ohnišov
- Olešnice
- Olešnice v Orlických horách
- Opočno
- Orlické Záhoří
- Osečnice
- Pěčín
- Podbřezí
- Pohoří
- Polom
- Potštejn
- Proruby
- Přepychy
- Rohenice
- Rokytnice v Orlických horách
- Rybná nad Zdobnicí
- Říčky v Orlických horách
- Sedloňov
- Semechnice
- Skuhrov nad Bělou
- Slatina nad Zdobnicí
- Sněžné
- Solnice
- Svídnice
- Synkov-Slemeno
- Trnov
- Třebešov
- Tutleky
- Týniště nad Orlicí
- Val
- Vamberk
- Voděrady
- Vrbice
- Záměl
- Zdelov
- Zdobnice
- Žďár nad Orlicí